# 国別の自転車用ヘルメットに関する法律

法的制限無し
一部現地法が適用される
子供のみ：他の現地法が存在する可能性あり
部分的に法が適用される
必須であるが、罰金は適用されない
必須

国別の自転車用ヘルメットに関する法律（くにべつのじてんしゃようヘルメットにかんするほうりつ）とは、自転車用ヘルメットの着用に関する国別の法的概要である。自転車用ヘルメットの着用やその使用に対する考え方は世界各地で様々である。ヘルメットの着用義務化については屡々議論され異論もある。2022年時点でアルゼンチン、キプロス、オーストラリア、ニュージーランドの4カ国だけが、自転車乗車時のヘルメット着用を完全に義務付けている。他の国々では、子供だけ（例：フランス）、特定の州や準国家区分地区（例：カナダのブリティッシュ・コロンビア州）、または、他の限定された条件下で部分的な規則が適用されている。デンマークとオランダは、最も強い自転車文化を持つ国の2つとなるが、義務化はされておらず、ヘルメットの着用レベルは最も低い。

## 国別の法律
オーストラリアはすべてのサイクリストに対し自転車用ヘルメットの着用を義務付けた最初の国である。メキシコシティでは自転車用ヘルメットの着用義務は廃止され、イタリアではFIAB（Federazione Italiana Ambiente e Bicicletta；イタリア環境自転車連盟）がヘルメット法の立法化を阻止している。イギリスでは法律で自転車用ヘルメットの着用は義務付けされていないが、イギリス医師会はヘルメットの着用義務付けを主張している 。この主張に対し、英国最大の自転車擁護団体である「Cycling UK」は、ヘルメット着用は法律で義務付けられるものではなく、個人の選択であるとの発表を行っている。
2002年には、ポーランドで自転車用ヘルメット法の導入が試みられたが、国内のサイクリスト団体に反対された。
| 国名             | 対象年齢                          | 最終変更年 | 注記 |
| ---------------- | --------------------------------- | ---------- | --- |
| アルゼンチン     | 全年齢                            | 2004年     | 必須。罰金は州によって徴収される。 |
| オーストラリア   | 全年齢                            | 1990-92年  | 公共の場では全年齢に義務化されており、ノーザンテリトリーで17歳以上かつ自動車専用道路を利用しないもの（例：小道、サイクリングロード、あぜ道）を除く。 |
| オーストリア     | 12歳                              | 2011年     | [ 12 ] |
| ベルギー         | 規定無し                          |            | [ 13 ] |
| ブラジル         | 規定無し                          | 1997年     | |
| カナダ           |                                   |            | 自転車用ヘルメットの使用に関する法律は、州および準州の法律に準拠する。このため、自転車用ヘルメットの使用に関する法律は、カナダの州や準州によって異なる。 ブリティッシュコロンビア州、ニューブランズウィック州、ニューファンドランドおよびニューファンドランド・ラブラドール州、ノバスコシア州、プリンスエドワード島の各州では、自転車用ヘルメットの着用が義務付けられている。アルバータ州、マニトバ州、オンタリオ州では、18歳未満のサイクリストはヘルメットの着用が義務付けられている。 ノースウェスト準州、ヌナブト準州、ケベック州、サスカチュワン州、ユーコン準州では、ヘルメットの着用は義務化されていない。 |
| チリ             | 全年齢                            | 2009年     | 都市部では必須、農村部では推奨。 |
| コスタリカ       | 全年齢                            | 2012年     | [ 22 ] [ 23 ] |
| クロアチア       | 16歳                              | 2011年     | 道路を走行する場合のみ、16歳未満の子供に義務付けられている。 |
| キプロス         | 16歳                              | 2022年     | |
| チェコ           | 18歳                              | 2006年     | [ 9 ] [ 25 ] |
| デンマーク       | 規定無し                          |            | |
| エストニア       | 16歳                              | 2011年     | [ 26 ] |
| フィンランド     | 規定無し                          | 2003年     | 必須ではないが、推奨される。 |
| フランス         | 12歳                              | 2017年     | 12歳未満の子供（乗客または運転者）には必須で、罰金が適用される。 |
| ドイツ           | 規定無し                          |            | |
| 香港             | 規定無し                          |            | 2009年、運輸長官は、「義務化がサイクリング活動の減少につながる可能性があるという国際的な見解」に一部基づいて、政府は義務的なヘルメット法を導入するつもりはないと発表した。 |
| ハンガリー       | 規定無し                          | 2010年     | ヘルメットを着用すると、人口密集地域以外での自転車の平均速度が時速40 kmから時速50 kmに上がる危険性が指摘されている。 |
| アイスランド     | 15歳                              | 1998年     | アイスランドは、ヘルメット法を成人にまで拡大することを検討したが検討で終わる。 |
| インド           | 規定無し                          |            | |
| アイルランド     | 規定無し                          |            | [ 35 ] |
| マン島           | 規定無し                          |            | サイクリストはヘルメットを「着用すべき」であるが、義務化はされていない。 |
| イスラエル       | 18歳                              | 2011年     | 2011年からは、18歳未満の都市間およびスポーツイベント中のみに適用される。 |
| イタリア         | 規定無し                          |            | |
| 日本             | 13歳                              | 2008年     | 道路交通法第63条の第11項で、13歳未満の子供の責任者は、子供がヘルメットを着用していることを確認する必要がある。ただし、この使用に関連する罰則はない。2023年4月からは全ての自転車利用者に対し着用の努力義務化がされた。 |
| ジャージー島     | 13歳                              | 2014年     | 法律に従わなかった場合、罰金が科される可能性がある。 |
| ラトビア         | 12歳                              | 2014年     | |
| マルタ           | 10歳                              | 2004年     | 自転車：大人の自転車に同乗する10歳未満の子供にのみヘルメットの着用が義務付けられている。 |
| メキシコ         | 規定無し                          | 2010年     | メキシコシティは、2010年に義務付けられたヘルメット法を廃止した。 |
| ナミビア         | 全年齢                            |            | [ 43 ] |
| ニュージーランド | 全年齢                            | 1993年     | ニュージーランドの自転車ヘルメット法 |
| オランダ         | 規定無し                          |            | [ 44 ] |
| フィリピン       | 規定無し                          | 2021年     | 全国的に要件は無いが、ケソン市などの一部の都市ではヘルメット義務法があり、違反すると罰金が科せられる。 |
| ポーランド       | 規定無し                          |            | [ 9 ] |
| ポルトガル       | 規定無し                          | 2013年     | 要件なし |
| ロシア           | 規定無し                          | 2014年     | 要件なし (250W 以上のエンジンを搭載した電動アシスト自転車のユーザーまたは時速25 kmを超える電動アシスト自転車のユーザーを除く) 。 |
| シンガポール     | 全年齢                            |            | 2018年以降、すべてのサイクリスト (パワーアシストの有無にかかわらず) はヘルメットを着用する義務が発生する。 |
| スロバキア       | 15歳                              |            | 15歳未満のサイクリストのみ（罰金は適用されない）。 |
| スロベニア       | 15歳                              | 2000年     | [ 9 ] |
| 南アフリカ       | 全年齢                            | 2004年     | すべてのサイクリストに義務付けられているが、法律は施行されておらず、罰金刑も合意されていない。 |
| 韓国             | 13歳                              | 2006年     | |
| スペイン         | 全年齢（地方都市） 16歳（都市部） | 2015年     | 都市部では、ヘルメットは16歳未満のライダーにのみ必要。 カタルーニャ州のモレット デル ヴァレス市は2020年に住民投票を行い、地方条例で年齢を問わず誰もが自転車に乗る際のヘルメット義務化を承認した。 |
| スウェーデン     | 15歳                              | 2005年     | 子供だけで自転車を運転する場合で法律を守らない場合は罰則なし。これはセグウェイの使用にも適用される。 |
| スイス           | 規定無し                          |            | [ 30 ] |
| トーゴ           | 全年齢                            | 2013年     | ヘルメット着用義務化は1975年以来、トーゴの国会で制定されているが、国家警察による施行は新しい道路法の制定に伴い、2013年6月に本格運用が開始された。 |
| アラブ首長国連邦 | 全年齢                            | 2010年     | ドバイのみ。 |
| ウクライナ       | 規定無し                          |            | |
| イギリス         | 規定無し                          |            | [ 30 ] [ 54 ] |
| アメリカ         |                                   |            | 地域に準拠する。アメリカの自転車ヘルメット法 |
| ウルグアイ       | 規定無し                          | 2015年     | [ 55 ] |